# João Pedro Moreira Mendes
João Pedro Moreira Mendes (sinh ngày 22 tháng 3 năm 1988 ở Valongo, Porto) là một cầu thủ bóng đá người Bồ Đào Nha thi đấu cho F.C. Famalicão ở vị trí tiền đạo.